# Die Schokoladen-Schnüffler
Die Schokoladen-Schnüffler ist eine deutsche Kriminalfilmkomödie aus dem Jahre 1986 des tschechischen Regisseurs Jiří Menzel mit dem Schweizer Zirkusartisten Rolf Knie in einer der Hauptrollen. Die Geschichte orientiert sich an Vorlagen von Edgar Wallace.

## Handlung
Der Zürcher Kantonspolizist Max Rüttli, ein durchtrainierter und von geradezu artistischer Körperbeherrschung gesegneter Schweizer Beamter, wird mit einem internationale Ausmaße besitzenden Fall betraut. Er und sein Freund und Untergebener Inspektor Gaston sollen in London Scotland Yard unterstützen, denn eine Mordserie, der bereits vier Frauen zum Opfer gefallen sind, macht England unsicher. Deren Polizeichef-Chef Sir Archibald kommt in dieser Angelegenheit nicht voran, denn die Mordserie rafft, gleich einer Seuche, immer nur junge hübsche Damen einer englischen Adelssippe dahin. Der Täter, dessen langer, von einem Zottelpelz behafteter Arm sich die Mädchen greift und würgt, wird bald Yard-intern nur noch die „Tigerkralle“ genannt. Dennoch ist Sir Archibald überhaupt nicht begeistert davon, dass sich „zwei Kontinentaleuropäer“, wie er sich despektierlich ausdrückt, in sein Land kommen und sich in Englands Angelegenheiten mischen.
Rüttli und Gaston suchen Lord und Lady Denver auf, die den adeligen Vorstand der bedrohten Familie repräsentieren. Rasch stellt es sich heraus, dass wie einst in Adel verpflichtet jemand dahinter stecken muss, der es auf das Vermögen und den Adelstitel abgesehen hat. Der Täter ist in seiner Vorgehensweise äußerst brutal und effektiv und erscheint in ständig wechselnder Maskierung, sogar einmal als Frau. Als er von Rüttlis Einmischung in diese „englische Angelegenheit“ erfährt, muss auch Maxens Zwillingsbruder dran glauben. Diana Brington, geborene Lady Denver, scheint als Nächstes auf der Todesliste des „Tigerkrallen-Mörders“ zu stehen, und Kommissar Max hat alle Hände voll zu tun, diese quirlige und eigensinnige junge Dame, die auch noch ausnehmend viel Spaß an der Gefahr zu haben scheint, zu schützen. Dann aber kommt den beiden „Schokoladen-Schnüfflern“ noch ein zweiter Fall in die Quere: Es geht dabei um eine Geldfälscherbande ...

## Produktionsnotizen
Die Schokoladen-Schnüffler entstand mit einem Budget von 2,5 Millionen Mark an 31 Drehtagen zwischen dem 23. November 1985 und dem 17. Januar 1986 in London und Umgebung, Salzburg, Zürich, Las Palmas, München, Hongkong und Bangkok. Erich Tomek hatte die Herstellungsleitung, Otto W. Retzer die Aufnahmeleitung. Rolf Albrecht entwarf die Kostüme, Claus Kottmann die Filmbauten. Willi Neuner zeichnete für die Spezialeffekte verantwortlich. Bob Lockwood, der den Mörder spielt, ist in mehreren Verkleidungen und Maskeraden zu sehen. Produzent Karl Spiehs hat gleich zu Beginn in der Wüste mit Tropenhut einen Cameo-Auftritt.
Der Film wurde am 15. April 1986 uraufgeführt, floppte jedoch an den Kinokassen. Sieben Monate später wurde der Film als VHS-Video herausgebracht. DVD-Veröffentlichungen erschienen am 8. Januar 2001 von Mediawith Classics/Impuls und 11. April 2014 von MCP Sound & Media/Lisa Film. Außerdem brachte Mediawith Classics den Film am 28. Juli 2003 unter dem Titel Der Mörder mit der Tigerkralle heraus, wobei sowohl im DVD-Menü als auch im Vorspann der ursprüngliche Titel zu lesen ist. Nur bei dieser Veröffentlichung wird der Name von Edgar Wallace auf dem Cover genannt.

## Kritik
Cinema befand: „An Spaß und Klamauk fehlt es neben dem Krimi-Thrill … nicht“ und „Sir Edgar, der altenglische Meister des Milieu-Thrillers, dürfte sich über die augenzwinkernde Hommage freuen.“
Das Lexikon des Internationalen Films sah in dem Film eine „[a]nspruchslose Kriminalgroteske, die als Persiflage auf James-Bond-Filme gedacht ist, der es jedoch nicht gelingt, Spannung und Heiterkeit in Einklang zu bringen“ und zeigte sich überdies recht enttäuscht von der inszenatorischen Leistung des an sich talentierten Regisseurs Menzel, der „unter veränderten Produktionsbedingungen seine Qualitäten einbüßen kann.“